# Касл (гора)
Касл (англ. Castle Mountain; Замковая гора) — гора в Канадских Скалистых горах, расположена в национальном парке Банф (Альберта, Канада) между городом Банф и озером Луиз. Самая восточная гора Главных хребтов в долине Боу, расположенная по обе стороны разлома Касл-Маунтин, который надвинул более старые осадочные и метаморфические породы, образующие верхнюю часть горы, на более молодые породы, образующие её основание. Зубчатый или похожий на замок профиль горы является результатом эрозионных процессов, действующих с разной скоростью на чередующиеся слои пика из более мягкого сланца и более твёрдого известняка, доломита и кварцита.
Гора была названа в 1858 году британским учёным натуралистом Джеймсом Гектором из-за её сходства с замком. С 1946 по 1979 год пик был известен как гора Эйзенхауэра в честь генерала Второй мировой войны Дуайта Д. Эйзенхауэра. Под давлением общественности его первоначальное название было восстановлено, но вершина на юго-восточной стороне горы была названа башней Эйзенхауэра. Поблизости расположены руины Силвер-Сити, шахтёрского поселения XIX века, и лагеря для интернированных Касл-Маунтин, в котором во время Первой мировой войны содержались лица, считавшиеся «гражданами враждебного государства».
Несмотря на то, что на вершину почти невозможно попасть с Трансканадского шоссе, на Касл можно подняться с обратной стороны по северо-восточным склонам. Туристическая тропа к озеру Рокбоунд ведёт по восточной стороне. В массиве есть несколько высоких точек, включая Хелена-Ридж (2862 м), Стюарт-Ноб (2850 м) и Телевижн-Пик (2970 м), последний назван по телевизионному ретранслятору, расположенному на вершине, для достижения которой техники используют вертолёт, а не совершают длительное восхождение на вершину.

## Геология

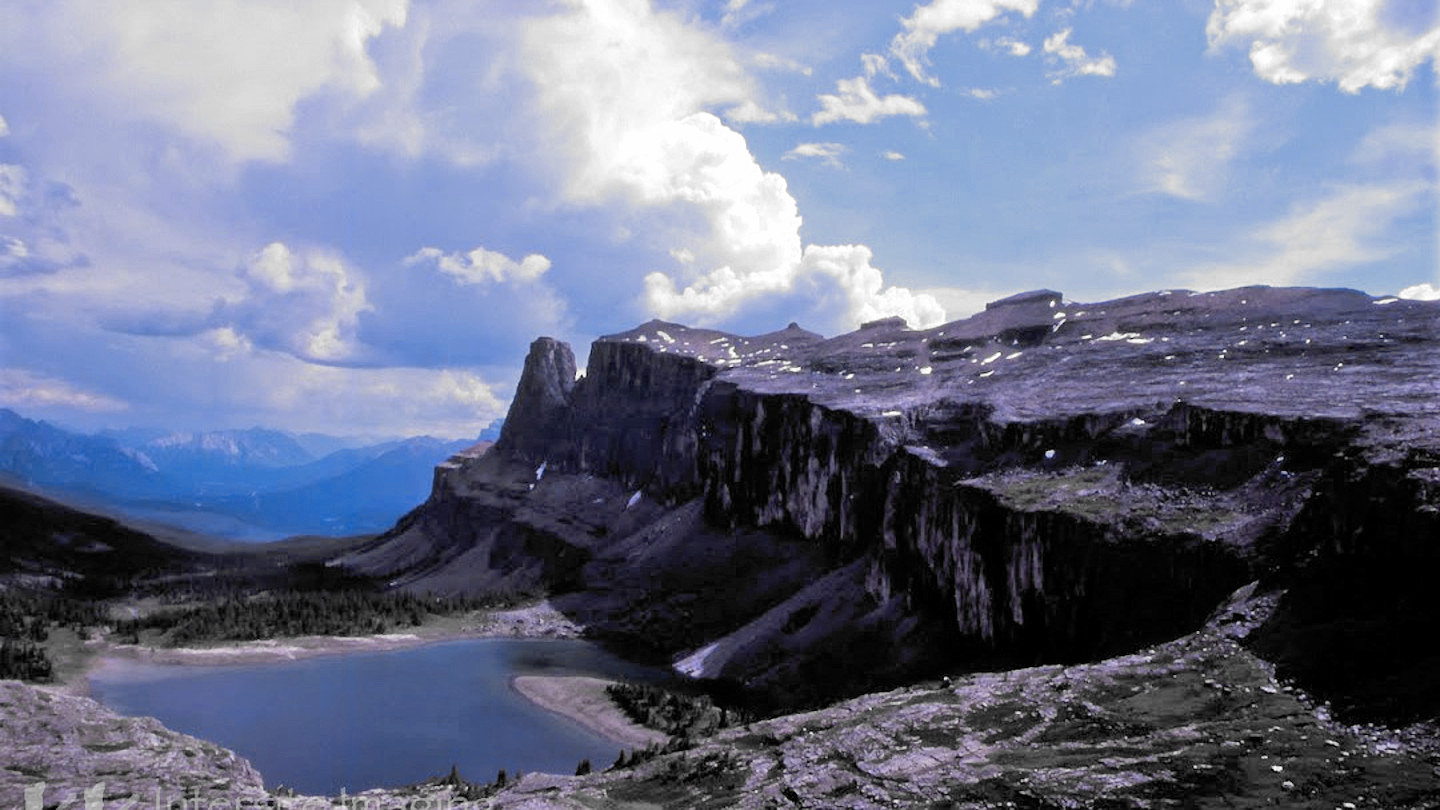
Массив Касл выше озера Рокбаунд

Касл — самая восточная гора Главных хребтов в долине Боу. Через гору проходит разлом Касл-Маунтин, надвиговой разлом, который отделяет его и другие близлежащие вершины Главных хребтов от хребта Соубэк на северо-востоке, самой западной гряды Передних хребтов. Верхние участки Касл, включая скалы, состоят из осадочных пород, отложившихся в период от докембрия до кембрия, таких как известняк и сланец, а также некоторых метаморфических кварцитов. Первоначально отложенные в древнем мелководном море, отложения позже были надвинуты на более молодые слои позднего палеозоя и мезозоя, которые в настоящее время образуют покрытое лесами подножие горы Касл. Эрозия сформировала серию плоских или пологих террас, состоящих из более мягких сланцев и острых обрывов, на которых видны чередующиеся слои сланца с вкраплениями более твёрдых слоёв кварцита, доломита и известняка, что формирует характерный зубчатый профиль горы.

## Соглашение между правительством и индейцами
25 января 2017 года правительство Канады и сиксики объявили о соглашении об урегулировании земельной претензии в районе горы Касл, известной как Миистукскоова Сиксика. Соглашение положило конец невыполненным соглашениям, относящимся к 1880-м годам, когда земля, расположенная у Касл, была отведена под место лесозаготовок для использования индейцами Канады. Основанием для иска было то, что эти земли были незаконно отобраны у индейцев в 1908 году без их согласия и без надлежащей компенсации. В 1911 году эти земли в Касл были добавлены к парку Роки-Маунтин, ныне известному как Национальный парк Банф. Новое соглашение предоставило сиксикам примерно 123 млн долларов в виде финансовой компенсации, возможность приобрести на открытом рынке до 17 491 акров земли за пределами границ национального парка Банф и подать заявку в Канаду на добавление земель в их резерв, экономические возможности в национальном парке Банф и постоянный доступ к парку с культурными, традиционными и образовательными целями. Члены организации индейцев Канады проголосовали за одобрение урегулирования 4 марта 2016 года. Канада дала окончательное одобрение 15 августа 2016 года.

## История
Джеймс Гектор, сопровождавший экспедицию Джона Паллизера, вышел на гору Касл в августе 1858 года, когда возглавлял дополнительную экспедицию по поиску истоков реки Боу. Он отметил, что она «… выглядит в точности как гигантский замок» и назвал его «Замковой горой». Он также совершил первое зарегистрированное восхождение на её склоны, но, как полагают, не достиг вершины.
Первым альпинистом, достигшим вершины Касл, был Артур П. Коулман, профессор Университета Торонто, в 1884 году. Лоуренс Грасси и П. Черутти, оба из Канмора, первыми поднялись на Башню Эйзенхауэра в 1926 году.
В 1881 году Джо Хили получил немного руды от коренного жителя, в которой было обнаружено относительно высокое содержание серебра. В следующем году он поселился на Касле в качестве старателя. Новости о серебряной руде вскоре распространились, начали прибывать другие старатели, и поселение Силвер-Сити, расположенное недалеко от горы, стало быстро расти. Поселение процветало, когда в 1884 году через этот район была проложена канадская тихоокеанская трансконтинентальная железная дорога. На пике здесь проживало более 3 тыс. человек, но в 1885 году он был почти полностью заброшен, потому что серебряные рудники не принесли значительного дохода.
Неподалеку находился лагерь для интернированных Кастл-Маунтин для интернированных во время Первой мировой войны, где содержались украинские иммигранты в Канаде. Жизнь в лагерях часто описывалась как «мрачная»; с его изолированным расположением вдали от дорог того времени, лагерь Кастл-Маунтин был идеальным местом для сдерживания «граждан враждебного государства» и «подозреваемых в сочувствии врагу». Подневольный труд этих мужчин помог построить бо́льшую часть инфраструктуры национального парка Банф.

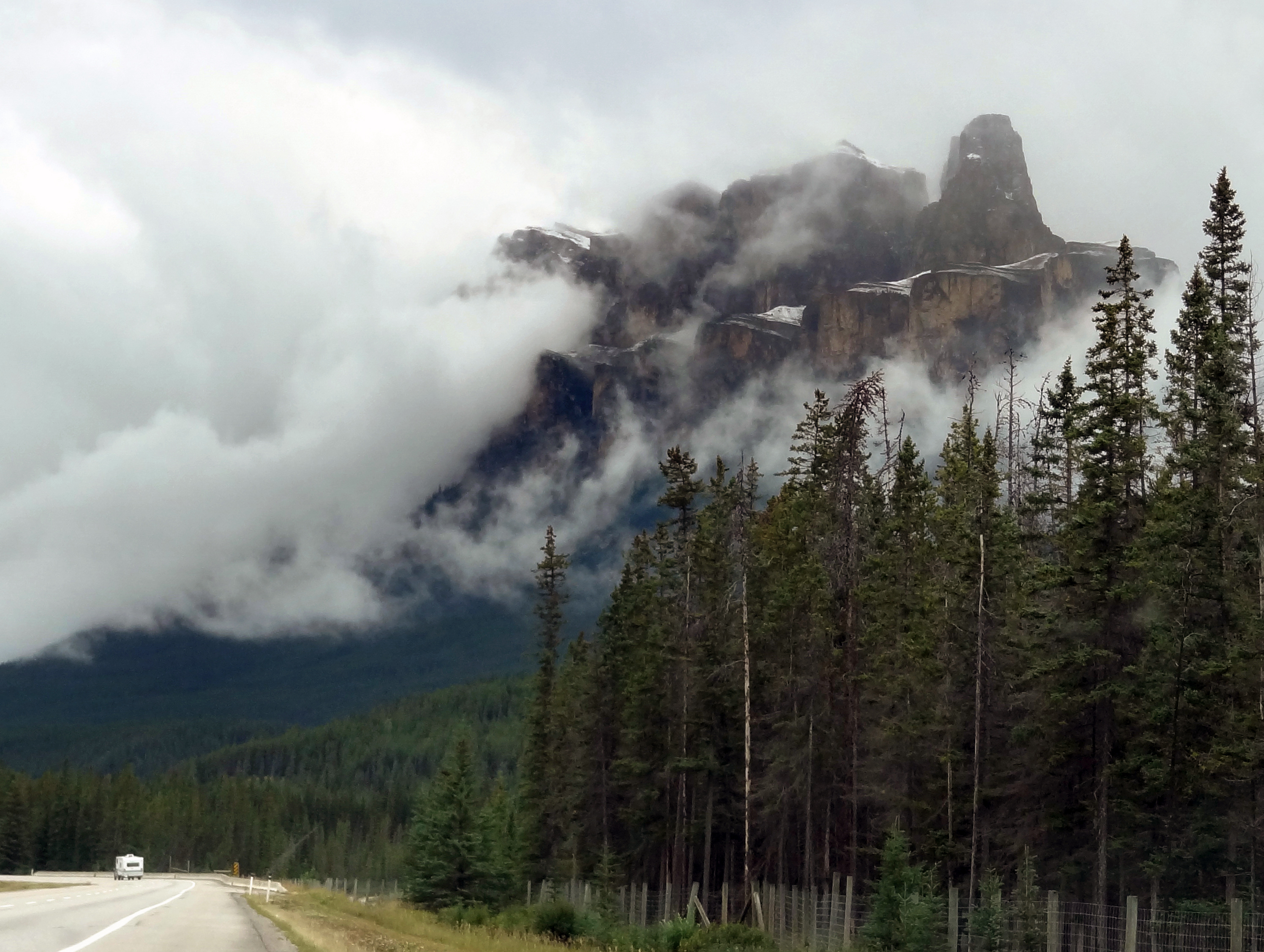
Гора Касл и Эйзенхауэр-Тауэр от Трансканадского шоссе.

В 1910 году от Касл-Джанкшен началось строительство шоссе, соединяющего Британскую Колумбию и Калгари. Завершение шоссе в начале 1920-х сделало гору Касл более доступным для альпинистов и туристов.
На заседании Оттавского канадского клуба в январе 1946 года, на котором генерал Второй мировой войны Дуайт Д. Эйзенхауэр был приглашённым спикером, премьер-министр Канады Маккензи Кинг переименовал гору Касл-Маунтин в честь Эйзенхауэра. Ссылаясь на недавний подарок Шотландией Эйзенхауэру замка, Кинг сказал: «У нас нет древних замков, но у нас есть что-то более прочное, у нас есть древние горы … у нас есть гора под названием Касл, и мы подумали, что это нужно изменить: названием горы Эйзенхауэр мы отдадим дань уважения в виде неизменности, выражающей наше восхищение спустя годы после полного исчезновения замка в Шотландии». Немедленная реакция была неоднозначной; многие жители Банфа одобрили это, но в телеграмме, отправленной Кингу от имени «членов лыжных клубов и клубов скалолазания Скалистых гор», был выражен протест против «неуместного названия пика Эйзенхауэра». К 1970-м годам жители района Банф выражали всё большее недовольство новым названием в петициях, поданных в Совет по историческим местам Альберты с просьбой о восстановлении первоначального названия. К 1976 году уже планировалось сменить название, но его реализация была отложена, чтобы избежать оскорблений из-за празднования двухсотлетия США в том году. Гора была официально переименована обратно в Касл в ноябре 1979 года, но изолированная вершина на юго-восточном конце была обозначена как Эйзенхауэр-Тауэр.

## Восхождение
В то время как пик Касл представляет собой сложную задачу для восхождения, если смотреть со стороны шоссе, на гору можно подняться, сначала поднявшись до озера Рокбаунд, которое расположено на более лёгком для подъёма обратном склоне горы. Разрыв в гребне скалы обеспечивает доступ к маршруту над озером. Восхождение — очень долгое, если начинать с начала тропы, на обратный путь может потребоваться 12 часов. Причём кемпинг не разрешён в этом районе. Альпийский домик Касл-Маунтин на южной стороне может быть использован для отдыха, но для достижения домика требуются технические навыки скалолазания и, возможно, верёвка для доступа к нему. Обычный маршрут подъёма, достигаемый через озеро Рокбаунд, является в основном длинным и утомительным и на вершине «большого холма» с видом на озеро нет заметной тропы. Здесь требуется умеренный альпинистский опыт. Одна из вершин Касла — Хелена-Ридж — в основном представляет собой каменную осыпь, идущую прямо вверх, хотя затяжное снежное поле над ним может обеспечить некоторое облегчение при подъёме. Снег часто остаётся на верхних маршрутах даже в конце лета, поэтому здесь необходим ледоруб.
На горе Касл имеется несколько маршрутов для восхождения, наиболее распространёнными из которых являются:
- Бас-контрфорс
- Брюэр-Баттресс
- Ультра пивовары
- Эйзенхауэр-Тауэр